# Nagytőke
Nagytőke község a Szentesi járásban, Csongrád-Csanád vármegye legészakibb települése.

## Fekvése
A falu Szentes és Kunszentmárton között található a Tőke-ér és a Veker-ér szögletében, a Tisza és Hármas-Körös is közel folyik a faluhoz. Határát majdnem teljesen körbeveszik a két előbbi város külterületei, csak északnyugat felől határos egy harmadik település, Szelevény területével.

### Megközelítése
Közigazgatási területén észak-déli irányban végighalad a 45-ös számú főút, így ezen közelíthető meg Kunszentmárton és Szentes központja, illetve Hódmezővásárhely felől is. A főútról a 4516-os útra kell lehajtani, ez vezet végig belterületének északi szélén és ez köti össze Szentes több külterületi határrészével (Magyartés, Zalota, Kurca-parti üdülőövezet) is.
Lakott területének keleti szélén végighúzódik a MÁV 130-as számú Szolnok–Hódmezővásárhely–Makó-vasútvonala, amelynek egy megállási pontja van itt, Nagytőke vasútállomás. Napi 1 pár közvetlen gyorsvonat köti össze Budapesttel.

## Története
A falut nevét először 1488-ban említik egy oklevélben Theuke (Thoke) alakban. A neve a magyar Tőke szóból ered, feltehetően a lakosok favágó foglalkozására utalt.
A török időket megsínylette a település: az 1570-es török adóösszeírás 26 családot említett, 1599-re a tizenöt éves háború idejére teljesen elnéptelenedett. A következő évszázadban lassan újratelepült a vidék, de a krími tatárok 1693-mas fosztogatásai során újra lakatlan lett. Nagytőke önálló falu csak 1952-ben lesz újra: Szentes benépesült határrészéből alakították ki a területét. A községi tanács 1951. december 30-án alakult meg, hivatalosan 1952. január 1-jétől vált el Szentestől. A faluban 3 termelőszövetkezet alakult, melyek idővel egyesültek, 1988-tól a szentesi Árpád Zöldségtermesztő Szövetkezet részévé váltak. A lakosság nagy része ma is a mezőgazdaságból él.
A lakosságszám csökken: 1960-ban még 1334-en laktak itt, 2002-ben már csak 506-an. A lakosság jelentős része külterületen él. A falu 2001-ben millenniumi emlékoszlopot állított, 2002-ben elkészítette címerét az újjáalakulás 50. évfordulójára.

## Közélete

### Polgármesterei
- 1990–1994: Verasztó József (független)[3]
- 1994–1998: Dobóvári Károly (független)[4]
- 1998–2000: Kiss Gyula (FKgP)[5]
- 2000–2002: Kis Nándor (FKgP)[6][7]
- 2002–2004: Kis Nándor (független)[8]
- 2004–2006: Staberecz Ferenc (független)[9]
- 2006–2010: Staberecz Ferenc (független)[10]
- 2010–2014: Varga Lászlóné (független)[11]
- 2014–2016: Staberecz Ferenc (független)[12]
- 2016–2018: Szél Csaba (Jobbik)[13][14]
- 2018–2019: Szénászky Zsolt (független)[15][16]
- 2019–2024: Szénászky Zsolt (független)[17]
- 2024– : Szénászky Zsolt (független)[1]

A településen 2000. szeptember 3-án időközi polgármester-választást (és képviselő-testületi választást) tartottak, a korábbi képviselő-testület önfeloszlatása miatt.
A következő önkormányzati ciklus félidejéhez közeledve, 2004. június 13-án ismét időközi polgármester-választást kellett tartani Nagytőkén, ezúttal az előző polgármester lemondása miatt. A választáson elindult a négy évvel azelőtt leköszönt faluvezető is, de 28% körüli eredményével csak második lett három jelölt közül.
A 2014–2019 közti önkormányzati ciklusban Nagytőkének három első embere is volt, mivel ez alatt az öt év alatt két időközi polgármester-választás is zajlott itt; előbb 2016. szeptember 4-én, majd 2018. december 9-én, mindkét esetben a hivatalban lévő faluvezető lemondása miatt.

## Népesség
| Lakosok száma | 418  | 408  | 410  | 325  | 355  | 359  | 365  |
|               | 2013 | 2014 | 2015 | 2021 | 2022 | 2023 | 2024 |

2001-ben a település lakosságának közel 100%-a magyar nemzetiségűnek vallotta magát.
A 2011-es népszámlálás során a lakosok 73,8%-a magyarnak, 0,2% cigánynak, 0,2% románnak mondta magát (25,7% nem nyilatkozott; a kettős identitások miatt a végösszeg nagyobb lehet 100%-nál). A vallási megoszlás a következő volt: római katolikus 20,1%, református 19,9%, evangélikus 0,5%, felekezeten kívüli 22,1% (35,9% nem nyilatkozott).
2022-ben a lakosság 89%-a vallotta magát magyarnak, 0,8% románnak, 0,6% cigánynak, 0,6% szlováknak, 0,3% ruszinnak, 0,6% egyéb, nem hazai nemzetiségűnek (10,7% nem nyilatkozott; a kettős identitások miatt a végösszeg nagyobb lehet 100%-nál). Vallásuk szerint 16,6% volt református, 15,8% római katolikus, 0,8% görög katolikus, 0,6% ortodox, 0,3% evangélikus, 0,3% egyéb katolikus, 27,9% felekezeten kívüli (37,7% nem válaszolt).